# Tahoma
Tahoma (dříve nazývaná Chambers Lodge) je obec s charakteristikou CDP na hranici okresů Placer a El Dorado v Kalifornii v USA. Nachází se na břehu jezera Tahoe ve vzdálenosti 3,2 km od Homewoodu. Má 1191 obyvatel, z čehož 780 spadá do okresu El Dorado a 411 do okresu Placer. Místní poštovní úřad se ZIP kódem 96142 byl otevřen v roce 1946.